# Vicente Álvarez (auteur)
Vicente Álvarez († 1573) was opperbroodmeester (grand panetier) van koning Filips II van Spanje en auteur van een reisverslag. 

## Leven
Álvarez was van Portugese afkomst en diende in de hofhouding van Isabella van Portugal. Toen zij in 1526 trouwde met keizer Karel V, verhuisde hij mee naar Castilië. Hij werd in 1548 opperbroodmeester van koning Filips II.
In het gevolg van zijn meester maakte hij in 1548-1550 een reis door Italië, Duitsland en de Nederlanden. Zijn aantekeningen hadden ook betrekking op het dagelijks leven en zijn een waardevolle bron voor historici. Als opperbroodmeester had hij veel aandacht voor wat en hoe mensen aten en dronken. Na enige tegenkanting van de kroniekschrijver Juan Calvete de Estrella, wiens eigen verslag nog niet was verschenen, kreeg Álvarez toelating om zijn werk te drukken, wat gebeurde in Medina del Campo in 1551.
In 1554 reisde hij met Filips II naar Engeland en in 1557-1570 was hij hulp van de pages (ayo de los pajes) aan het hof. Drie jaar later stierf hij.

## Publicatie
- Relacion del camino y buen viaje que hizo el principe de España don Phelipe nuestro señor, que passa de España en Italia, y fue por Alemania hasta Flandres donde su padre el emperador y rey don Carlos nuestro señor estava en la villa de Bruselas, 1551

## Uitgaven
- Relation du beau voyage que fit aux Pays-Bas, en 1548, le prince Philippe d'Espagne, notre seigneur..., ed. Marie-Thérèse Dovillée, Brussel, Presses académiques européennes, 1964, 145 p. (Franse vertaling)
- "Relación del camino y buen viaje que hizo el Príncipe de España Don Phelipe", in: El felicísimo viaje del muy alto y muy poderoso príncipe don Phelippe, eds. Paloma Cuenca Muñoz en José Luis Gonzalo Sánchez-Molero, 2001, p. 595-681. ISBN 849514669X